# Aspa
Aspa è un comune spagnolo di 268 abitanti situato nella comunità autonoma della Catalogna.